# Cocorăștii Mislii
Cocorăștii Mislii est une commune roumaine du județ de Prahova, dans la région historique de Valachie et dans la région de développement du Sud.

## Géographie
La commune de Cocorăștii Mislii est située dans le centre-ouest du județ, à la limite entre la plaine valaque et les collines du piémont des Carpates du sud, sur la rivière Mislea, affluent de la Teleajen, à 5 km au nord de Plopeni et à 25 km au nord de Ploiești, le chef-lieu du județ.
La municipalité est composée des trois villages suivants (population en 1992) :
- Cocorăștii Mislii (2 015), siège de la commune ;
- Goruna (1 172) ;
- Țipărești (522).

## Histoire
La première mention écrite de la commune date de 1541.

## Politique
| Parti | Parti                             | Sièges |
| ----- | --------------------------------- | ------ |
|       | Parti national libéral (PNL)      | 9      |
|       | Parti social-démocrate (PSD)      | 2      |
|       | Parti Mouvement populaire (PMP)   | 1      |
|       | Parti de la Grande Roumanie (PRM) | 1      |

## Religions
En 2002, la composition religieuse de la commune était la suivante :
- Chrétiens orthodoxes, 97,20 % ;
- Adventistes du septième jour, 1,49 % ;
- Pentecôtistes, 0,86 %.

## Démographie
En 2002, la commune comptait 3 474 Roumains, soit la totalité de la population. On comptait à cette date 1 075 ménages et 1 607 logements.
| 1992  | 2002  | 2007  |
| ----- | ----- | ----- |
| 3 709 | 3 474 | 3 457 |

## Économie
L'économie de la commune repose sur l'exploitation des forêts et le transformation du bois ainsi que sur l'agriculture (vergers).

## Communications

### Routes
La route régionale DJ100D permet de rejoindre à l'ouest Scorțeni et Câmpina et, vers le sud, Plopeni et Ploiești.